# Mustapha Hadji
Mustapha Hadji (Ifrán, Fez-Mequinez, 10 de noviembre de 1971) es un exfutbolista marroquí que ha pertenecido a equipos de las principales ligas del mundo como la española, la inglesa o la alemana.

## Trayectoria
Hadji empezó su carrera profesional en el club francés del AS Nancy en cuyo equipo estuvo durante 5 años y disputó 124 partidos en los que anotó 31 goles. A partir de ahí jugó en diferentes equipos, como el Sporting de Portugal, el Deportivo de La Coruña, el Coventry City, el Aston Villa, el RCD Espanyol, el Al-Ain, el FC Saarbrücken y el CS Fola Esch.
En 2022 fue suspendido por cinco años por Confederación Africana de Fútbol por falsedad documental de documentos que acreditarían su condición de entrenador de futbol.

## Selección nacional
Ha sido internacional con la selección de fútbol de Marruecos en 63 ocasiones en las que marcó 13 goles.
Jugó dos mundiales con la selección de su país. En el Mundial de 1994, la selección marroquí estuvo encuadrada en un grupo muy parejo, lamentablemente la suerte no acompañó ni a Hadji ni a los suyos, de manera que perdieron los 3 partidos por un marcador muy ajustado. Y en el Mundial de 1998, de la mano de un inspirado Hadji, se hizo una meritoria campaña que incluye un empate con Noruega 2-2 y una goleada 3-0 a Escocia. Pero esto no alcanzó ya que al mismo tiempo Noruega conseguía remontar el marcador sobre Brasil, lo que dejó eliminada a Marruecos.

### Participaciones en Copas del Mundo
| Mundial                        | Sede           | Resultado    |
| ------------------------------ | -------------- | ------------ |
| Copa Mundial de Fútbol de 1994 | Estados Unidos | Primera fase |
| Copa Mundial de Fútbol de 1998 | Francia        | Primera fase |

## Clubes
| Club                     | País                   | Año       |
| ------------------------ | ---------------------- | --------- |
| AS Nancy                 | Francia                | 1991-1996 |
| Sporting de Portugal     | Portugal               | 1996-1997 |
| Deportivo de La Coruña   | España                 | 1997-1999 |
| Coventry City            | Inglaterra             | 1999-2001 |
| Aston Villa              | Inglaterra             | 2001-2004 |
| RCD Espanyol             | España                 | 2004      |
| Al-Ain                   | Emiratos Árabes Unidos | 2004-2005 |
| Fußball-Club Saarbrücken | Alemania               | 2005-2007 |
| CS Fola Esch             | Luxemburgo             | 2007-2010 |

## Palmarés

### Distinciones individuales
| Distinción                  | Año  |
| --------------------------- | ---- |
| Futbolista africano del año | 1998 |